# Botaurus stellaris
O abetouro, abetouro-comum ou abetouro-eurasiático (Botaurus stellaris) é uma ave da família Ardeidae (garças). É um dos maiores membros da sua família e caracteriza-se pela sua plumagem castanha e pelo seu comportamento críptico.

## Distribuição geográfica
Esta espécie distribui-se principalmente pela Europa central e setentrional e pela Ásia. Em Portugal pode ser considerado um invernante raro.
Estas aves habitam em sapais, lagoas e canaviais, e são raramente avistadas.

## Conservação

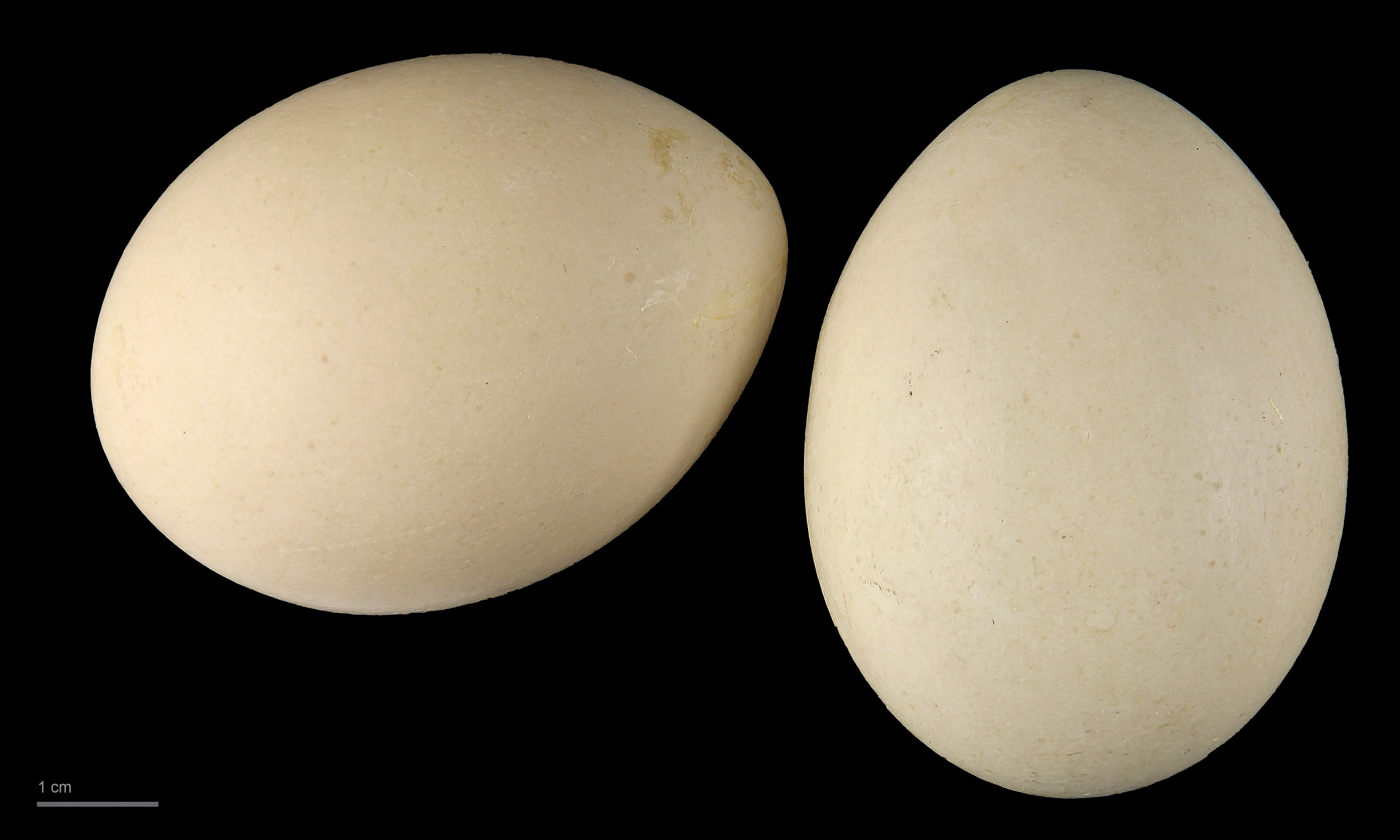
Botaurus stellaris - MHNT

O Abetouro teve um grande declínio da sua população na Europa no começo do século XX. Umas das principais razões foi a drenagem dos solos, que levou à perda de habitat. A espécie esteve extinta no Reino Unido na época de 1885.
Em 2020, devido a várias ações de conservação da espécie, e após 200 anos, nasceram novas crias de Abetouro na Newport Wetlands National Nature Reserve, no País de Gales.
Esta espécie encontra-se listada no Livro Vermelho dos Vertebrados de Portugal com o estatuto de Criticamente em Perigo.